# 栗本慎一郎
栗本 慎一郎（くりもと しんいちろう、1941年〈昭和16年〉11月23日 - ）は、日本の経済学者（経済人類学）・評論家・政治家・健康食品開発者。有明教育芸術短期大学学長、衆議院議員（2期）、経済企画政務次官、有限会社大学総合研究所理事長、朝日新聞書評委員 を歴任した。

## 略歴
東京都（出生当時は東京府）出身。父は元最高裁判事の栗本一夫（岐阜県出身）。母トシ子は元東京府会議長中野勇治郎（京都府出身）三女。
東京学芸大学附属世田谷小学校、同中学校、東京都立戸山高等学校、慶應義塾大学経済学部経済学科卒業。同大学大学院経済学研究科博士課程退学。
天理大学専任講師、奈良県立短期大学（現・奈良県立大学）助教授、ノースウェスタン大学客員教授（1975年〜1976年）を経て、明治大学教授在任中、ヴァンダービルト大学客員教授（1986年〜1987年）も務める。1991年7月、明治大学教授を辞任。1992年大学総合研究所を設立、栗本慎一郎自由大学（非正規大学） 開学。官邸HPにも大学開学が経歴として記載されている。
東京農業大学国際食料情報学部嘱託教授、拓殖大学客員教授、帝京大学客員教授、衆議院議員2期をへて、2011年有明教育芸術短期大学第二代学長兼学校法人三浦学園理事（〜2015年）。同年春旭日中綬章叙勲。その他、新宗教ワールドメイト教祖の深見東州が設立した団体の役職（NPO法人世界芸術文化振興協会理事。国際スポーツ振興協会理事。NPO法人神道国際学会元会長）に就任している。

## 人物
慶応大在学中は安保闘争の最中にあり、栗本は慶応自治会で活動、全塾自治会委員長を勤めている。栗本と一緒に慶応自治会で活動していたものに野口建彦・松尾雅彦・中田康雄らがいる。なお松尾はカルビー創業者一族であり、栗本は松尾を介してカルビー製品に関わっているという。
雑誌『現代思想』1977年3月号をきっかけに論壇にデビューし、その後、いわゆる「ニューアカ（ニュー・アカデミズム）」ブームの先鋒をつとめた。新人類という言葉を作り出したり、議論の技術を向上させるディベートを普及するため『朝まで生テレビ!』に出演するなど、積極的にマスコミに顔を出すとともに糸井重里、吉本隆明、丸山圭三郎ら多くのタレント、文化人、学者と分野を超えて交流し、多数の対談・共著を出版した。テレビ出演をするきっかけになったのは植村直己である。
カール・ポランニーの弟分である高名な経営学者のピーター・ドラッカーから突如電話を受け、それがきっかけで「ブダペスト物語」を執筆したり、過去には歌手として織田哲郎プロデュースの下シングル『平成若者大音頭』（1992年6月3日発売）を発表するなど幅広く活動する。
1999年10月頃に脳梗塞を患った。朝起きると左半身が動かなくなり、日課のウォーキング中で道が分からなくなる、病院に行こうとタクシーに乗るも、呂律が回らず運転手に行き先が伝わらない等の症状が出た。幸い一命は取り留めたものの左半身麻痺となってしまい、リハビリに励むも中々上手くいかなかった。ある日、リハビリで左手を動かそうとすると右手が動く事に気付いた栗本は箱の真ん中に鏡を置き、箱の中に右手を入れて鏡で右手を映しながら動かし、それと同時に妻が左手を同じ様に動かすという、鏡に映った右手を左手だと栗本の脳に錯覚させるというヴィラヤヌル・S・ラマチャンドランの「ミラーボックス」によるリハビリ法を試した結果、2ヵ月後には症状が良くなり、ゴルフや車の運転が出来るほどに回復した。
また栗本は文学にも造詣が深く、『反文学論』という文芸評論や、小説の実作「反少女」「敵意」「紐育の少女（林真理子がモデル）」「白雨の少女」がある。
2012年6月9日、東京都世田谷区の路上で乗用車を運転中、衝突事故を起こしていたことが、2012年6月15日に読売新聞によって報じられた。
栗本の明大時代の教え子にタレントの大川豊や元野球選手の平田勝男がいる。

## 学説・思想
指導教授は経済史の高村象平。栗本は、経済史を研究するなかでその枠を超えてカールを祖とする実在派経済人類学に辿り着き、カールの弟子であるジョージ・ドルトンに師事する。
栗本は経済人類学の研究成果を踏まえ、近代以前の社会を非市場社会であるとしたうえで非市場社会における財の生産、贈与、交換、廃棄等の経済活動の根底には、習俗によって規定されている人びとの行為に当人たちには意識されていない行為の動因があり、経済活動はその結果ないし機能にすぎないとする。そのうえで、近代社会である市場社会においても上掲の事情は基本的には変わりがないとして、経済活動を人びとの合理的な利益追求であるとする従来の経済学の常識に180度の転回を迫った。
栗本はその研究対象を広義の経済学の枠を超えて法社会学に広げて、社会規範として人びとに行為を強制・禁止する習俗についての研究を進める一方、その他方で人びとの行為・行動の動因となっているものを明らかにするためには、無意識の問題を避けることはできないとして精神分析学、記号論ないし生命論等の議論をも踏まえたうえで、経済人類学を基礎として、経済学、法学、文化人類学を包括した統一的理論の構築を目指した。
その後、デュルケームの聖俗理論を紹介したうえでマルセル・モースのポトラッチ論や動物行動学の研究成果を踏まえ、これをジョルジュ・バタイユのタブーとエロティシズムに関する見解と結びつけ、日常的時空間における生産的な経済活動は逆説的であるが、非日常的時空間における破壊的な（経済）活動の準備としてなされる、極めて不合理なものであり、その背後にタブーを犯すことによって生じる快感とそれを支える生命的なエネルギーがあり、しかもそれが経済活動のみならず、人間の道徳、習俗、意識さえも規制しているという「過剰―蕩尽理論」を主張した。また、大学の講義等において前衛芸術家の岡本太郎にも言及し、モースやバタイユやロジェ・カイヨワと、1930年代のパリで直接交流のあった岡本のことを偉大な思想家として評価した最初の言論人である。
栗本は上掲のとおり学問の枠を超えた過激な見解を主張していたが、それでも当時はトーマス・クーンの見解をあげたうえで個別の学者・学説への批判を慎重に避けていた。ところが、突如浅田彰や山口昌男ら個別の学者を名指しして批判を始め、「危険な学者」と自称するようになった。このように態度を一転させた理由は、学者がマスコミ進出によって大学教授という地位だけでなく、わずかばかりの知名度や収入を得てそれを守るために汲々とし、お互いに学問的な批判や議論を避けているとの不満と、山口や柄谷行人、蓮實重彦らはその方向性を突き詰めれば社会システムを包括的にとらえる超統一的理論へと至るステップを準備するはずなのであるが、その作業をしていないかあるいはしていても極めて不徹底であることへの苛立ちにあったといえる。
栗本はその後、自身の理論を更に徹底させて上掲のいわゆる社会科学にとどまらず、すべての学問を包括的にとらえる超々統一的理論の構築を目指して、マイケル・ポランニーの科学哲学である暗黙知の理論を承継・発展させて、化学、物理学の研究を進めて、量子論、宇宙論の研究の成果を取り込んだ後掲『意味と生命-暗黙知理論から生命の量子論へ』を上梓した。
さらにその後、ドーパミン等の脳内伝達物質にいち早く注目し、コンドラチェフの波等の景気循環に関する経済学説を紹介したうえで、その原因が太陽からの磁気が関係していると主張するなど多くの著作を発表している。

## 社会的活動
ニューアカブーム以降、テレビ番組料理の鉄人での審査員を務めるなど多彩な活動でマスコミに知られるようになった。1991年に明治大学で替え玉受験事件（替え玉が発覚した20人の受験生の中に後のなべやかんがいた）が発覚すると、栗本も大学の腐敗と学生の怠惰に抗議すると表明して突如教授を辞任、マスコミ活動のためにホリプロに所属した。
1993年7月には、第40回衆議院議員総選挙に自身が生まれ育った世田谷区と目黒区で構成の東京都第3区で慶應経済学部同級生小沢一郎代表幹事の結成間もない新生党の推薦を受けて無所属で出馬し、当選し後に正式に新生党入党。小沢側近の一人として活動した。
しかし、1994年6月29日内閣総理大臣指名選挙で支持した海部俊樹が敗北し野党となり12月の新進党の結党には参加せず、小沢と袂を分かった後はメディアで「ただの馬鹿」呼ばわりして話題となった。自由連合所属を経て、自身の慶應・経済学部同級生の小泉純一郎や自身の小学校の5年先輩の福田康夫が属する自民党及び清和会へ。世田谷には清和会現職越智通雄が居たため、国会議員を引退した清和会副会長経験者石原慎太郎の品川や大田の地盤を継承。1996年10月の総選挙にも、自民党現職として東京3区及び比例東京ブロックから重複立候補し、新進党新人の松原仁や新党さきがけ現職の宇佐美登などを破り再選された（松原VS宇佐美は史上初の松下政経塾出身者同士の定数1公選での激突、両候補は重複せず、松原が次点）。
1997年9月、橋本龍太郎から経済企画政務次官に任命され1998年ポスト橋本の自民党総裁選では小泉推薦人。1999年4月の東京都知事選挙では非自民だった舛添要一候補の選対本部長をつとめ清和会を離脱したが野末陳平と共闘した事に抗議し離反し石原支持。通信傍受法（盗聴法）に田中眞紀子とともに採決の際に反対し、単独で離党届をだす。田中眞紀子はそのまま自民党に残ったが、栗本の離党届は受理されず除名処分となる（その時点の自民党幹事長は清和会会長森喜朗）。宮崎学率いる電脳突破党に参加する。同年の10月29日に脳梗塞で倒れたが、前日の記者会見ではろれつが回らなかったり症状が出ていたという。
2000年6月の総選挙では、通信傍受法成立時の郵政大臣だった八代英太と同じ選挙区（東京12区）から自由連合公認・突破党推薦で重複立候補するが有効投票総数の1割未満で供託金没収、最下位落選し、政界からも去った。近年は大学の教壇に立つかたわらで、自身が経験した脳梗塞に関する仕事も精力的に行っている。著書『かくして日は昇る』では北海道の自治についても大きな関心を示した。引退後週刊現代でかつての盟友・小泉に対し「頭も悪いが性格も悪い。」等と痛烈な人格批判を行い物議を醸したが、小泉サイドからの抗議などはなかった。

### 北海道知事出馬への意向
舛添要一の1991年北海道知事選挙出馬の可能性が話題になっていた1990年末から1991年初めころ、栗本も道知事への出馬を考えていた。
1990年末、日本テレビ系の『EXテレビ』にゲスト出演した栗本が、レギュラーの舛添と今年の10大ニュースを互いに挙げていくという企画があり、栗本は上位（舛添の愛称が“ヨウちゃん”だから、駄洒落で4位）に舛添の道知事出馬騒動を挙げていた。舛添の「（当時存在しなかった）北海道本拠地のプロ野球チームを作るべき」というアイディアに賛意を表していた。一方、舛添は当時太陽黒点と社会変化の関係を力説していた栗本に対し「太陽黒点移動が、“北海道の時代”の到来と関係あるのではないか?」などと問い詰めていたが、これには何も返答しなかった。
その直後、上記にもあるとおり地方自治を論じた『かくして日は昇る』という本を緊急出版した。今まで地方自治について積極的に語らなかった栗本（当時の『朝まで生テレビ!』などでも東京一極集中を頑なに全面肯定していた）が、突如として北海道自治に関心を示し「もし私が道知事であったなら」などという仮定で政策提言している。
その後、西部邁（北海道出身）との共著（対論）「立ち腐れる日本」でも都知事と道知事へのオファーがあったことを語り、西部から「貴方なら僕も応援するけどな」との賛意を得た。

## 家族・親族

### 栗本家

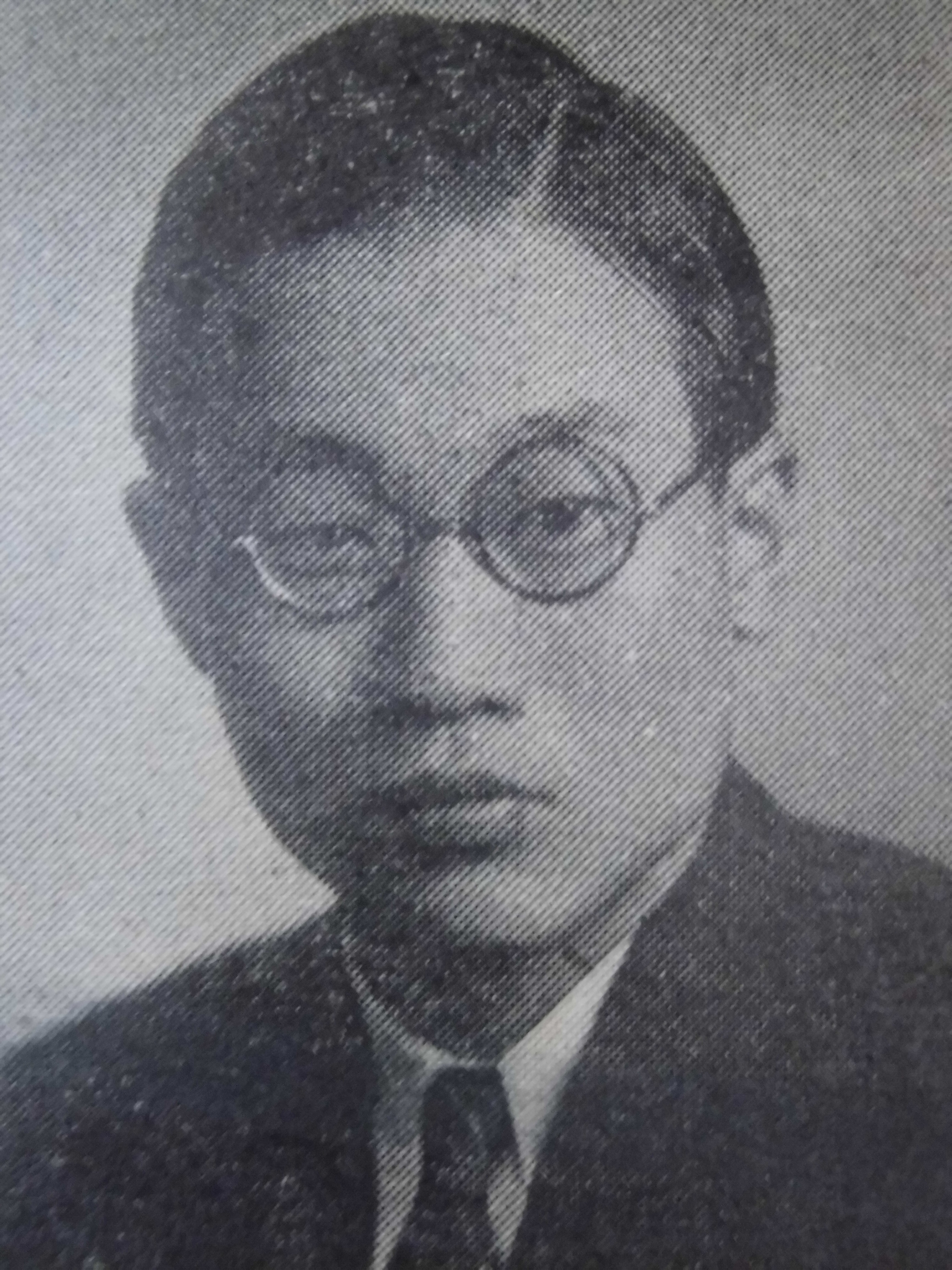
父・栗本一夫

（岐阜県稲葉郡則武村（現岐阜市）、東京都）
- 父・一夫（裁判官）

明治45年（1912年）5月生 - 平成4年（1992年）11月没
- 母・トシ子（京都府人中野勇治郎（元東京府会議長）三女

## 著書

### 単著
- 『経済人類学』（東洋経済新報社、1979年）
- 『幻想としての経済』（青土社、1980年）のち角川文庫
- 『法・社会・習俗 法社会学序説』（同文舘出版、1981年）
- 『光の都市 闇の都市』（青土社、1981年）
- 『パンツをはいたサル 人間は、どういう生物か』（光文社カッパサイエンス、1981年）
- 『ブダペスト物語 現代思想の源流をたずねて』（晶文社、1982年）
- 『経済人類学の眼』 青土社 1982年5月
- 『ホモ・パンツたちへ』 情報センター出版局 1982年8月
- 『血と薔薇のフォークロア』 リブロポート 1982年6月
- 『東京の血は、どお-んと騒ぐ 冒険者たちの黙示録』 情報センター出版局 1983 のち角川文庫
- 『都市は、発狂する そして、ヒトはどこに行くのか』 光文社〈カッパ・サイエンス〉 1983年6月
- 『大衆文化論 若者よ、目ざめるな』 白夜書房 1984年5月 のち光文社文庫
- 『反文学論』（光文社文庫オリジナル、1984年）
- 『読書原論』 角川書店 1985年1月
- 『鉄の処女 血も凍る「現代思想」の総批評』（光文社カッパサイエンス、1985年）
- 『反少女』 角川書店 1985年11月
- 『毒入り教授より愛をこめて 愚の眼・鷹の眼』 1986年4月 （光文社文庫）
- 『教授のインテリジェント・テニス教室 技術と精神をきたえる!』 角川書店 1986年7月
- 『南部=地鳴りするアメリカ!』光文社 1988年1月
- 『パンツを捨てるサル 「快感」は、ヒトをどこへ連れていくのか』（光文社、1988年）
- 『意味と生命-暗黙知理論から生命の量子論へ』（青土社、1988年）
- 『さぁ、クルマで出かけよう ヒトの生命・身体を発見する旅へ』光文社カッパ・サイエンス 1989年6月
- 『ニッポンの終焉 2001年への最後の選択』（現代書林、1989年）のち講談社文庫
- 『縄文式頭脳革命』 講談社 1989年11月 のち文庫
- 『五月のテニスボール』 六興出版 1990年10月
- 『幻想としての文明』（講談社、1990年）
- 『危ない現実 「正義」が思想を殺すとき』 学習研究社 1991年7月
- 『かくして日は昇る―新日本革命論』（文藝春秋、1991年）
- 『人類新世紀終局の選択-「精神世界」は「科学」である』（青春出版社、1991年）「人類は思考する“金魚"である」文庫
- 『大転換の予兆 21世紀を読む』（東洋経済新報社、1992年）
- 『明大教授辞職始末』 講談社 1992年8月
- 『パンツを脱いだロシア人 国家と民族の「現在」を問う』 光文社カッパ・サイエンス 1992年8月
- 『クリシンの明日は無罪!!』 メディアファクトリー 1992年7月
- 『成り行き大国ニッポン 大転換期・日本をどう新生させるのか』（徳間書店、1993）
- 『間違いだらけの大学選び（疾風編/怒濤編）』（朝日新聞社、1994年）
- 『教科書では教えない日本政治 栗本慎一郎の政治人類学』 東洋経済新報社 1997年2月
- 『自民党の研究 あなたも、この「集団」から逃げられない』 光文社カッパ・ブックス 1999年10月
- 『現代政治の秘密と構造』 東洋経済新報社 1999年12月
- 『脳にマラカスの雨が降る 脳梗塞からの生還』 光文社カッパ・ブックス 2000年6月
- 『栗本慎一郎の脳梗塞になったらあなたはどうする-予防・闘病・完全復活のガイド』（たちばな出版、2000年）
- 『脳梗塞、糖尿病を救うミミズの酵素 秘密は血管を浄化するミミズの酵素にあった!』 たちばな出版 2001年4月
- 『血栓を溶かし梗塞を予防しよう 驚異の酵素の発見』 東京農大出版会 2001年3月
- 『パンツを脱いだサル-ヒトは、どうして生きていくのか』（現代書館、2005年）
- 『シリウスの都 飛鳥 日本古代王権の経済人類学的研究』（たちばな出版、2005年）
- 『純個人的小泉純一郎論』（イプシロン出版企画、2006年）
- 『シルクロードの経済人類学 日本とキルギスを繋ぐ文化の謎』（東京農業大学出版会、2007年）
- 『ゆがめられた地球文明の歴史 「パンツをはいたサル」に起きた世界史の真実』（技術評論社、2012年）
- 『栗本慎一郎の全世界史 ~経済人類学が導いた生命論としての歴史』（技術評論社 2013年）
- 『栗本慎一郎最終講義 歴史学は生命論である』（武久出版 2013年）
- 『【増補版】パンツをはいたサル』（現代書館; 増補版2017年）ISBN 978-4768458051

### 共著・対談・鼎談
- 『経済人類学』（角山栄・速水融編）「講座西洋経済史5巻」（同文舘出版、1979年）
- 『経済の誕生-富と異人のフォークロア』（工作舎、1982年）※小松和彦との対談。ISBN 4875021119
- 『相対幻論』（冬樹社、1983年）※吉本隆明との対談。
- 『俺たちはノイズだ』（冬樹社、1983年）※糸井重里との対談。
- 『闇の都市-血と交換』、朝日出版社、1985年。※笠井潔との対談。ISBN 4255850321
- 『現代思想批判/言語という神』（作品社、1985年）※小阪修平との対談。ISBN 4878936045
- （青木孝平・石川晶康・加藤哲実・北構太郎・和崎春日・三苫民雄）『法社会学研究』（三嶺書房、1985年） ISBN 4914906287
- 『いま、なぜ「文化」の時代か』（講談社、1985年）※渡部昇一、村松友視、山口洋子とのシンポジウム。ISBN 4062018616
- 『恋愛幻論』（角川書店、1986年）※吉本隆明、林真理子との鼎談。ISBN 4048750178
- 『罵論・ザ・犯罪-日本「犯罪」共同体を語る』（アス出版、1986年）※小室直樹、長谷川和彦との鼎談。ISBN 4900402125
- （大塚明郎・慶伊富長・広田鋼蔵・児玉信次郎）『創発の暗黙知-マイケル・ポランニー その哲学と科学』（青玄社、1987年） ISBN 4915614107
- 『死角のなかのアメリカ』（毎日新聞社、1988年）※石川好との対談。ISBN 4620306568
- 『闘論 2000年の埋葬-日本人になにが起こっているか』（ネスコ、1989年）※田原総一朗との対談。ISBN 4890367721
- 『立ち腐れる日本』（光文社、1991年）※西部邁との対談。ISBN 4334060625
- 『加速する変容』（扶桑社、1991年）※吉本隆明、石原慎太郎、中沢新一との対談。ISBN 4594006795）
- 『闘論 政治はこう動く』（講談社、1994年）※舛添要一との対談。ISBN 4062068850
- （阿部謹也・樺山紘一・河上倫逸・山内昌之・山口昌男）『いまヨーロッパが崩壊する』（光文社、1994年）
- （阿部謹也・山口昌男・加藤哲実・大和雅之）『経済人類学を学ぶ』（有斐閣、1995年）ISBN 4641182388
- （河上倫逸・丹生谷貴志・山口昌男）『「正気」が「狂気」を生んだ-日本が知らないもうひとつのヨーロッパ（上）-』（光文社、1995年）
- （樺山紘一・合田正人・今福龍太）『ユダヤがイスラムを生んだ-日本が知らないもうひとつのヨーロッパ（下）-』（光文社、1995年）
- （安倍晋三・衛藤晟一）『「保守革命」宣言-アンチ・リベラルへの選択』（現代書林、1996年）ISBN 4876209391
- 栗本慎一郎 連続講義録『この人*を見よ! （Ecce Homo-pants!）』  https://y-labo.wixsite.com/home/kurimoto

#### 漫画原作
- 明治は近大に勝てるか? 画:渡辺和博（『大衆文化論 若者よ目覚めるな』所収）

### 訳書
- カール・ポランニー『経済と文明』（サイマル出版会、1975年）※端信行と共訳
- カール・ポランニー『人間の経済』（岩波書店、1980年）※玉野井芳郎と共訳
- ジョージ・ドルトン『経済体制の理論』（サイマル出版会、1980年）※太田稀喜と共訳
- ダニエル・デフォー『ロンドン・ペストの恐怖』（小学館、1994年）

## 外国語に翻訳された著作
- 『穿裤子的猴子 人类行为新析』 （北京:工人出版社、1988年） ※『パンツをはいたサル』の中国語訳。
- 『經濟人类学』 （北京:商务印书馆、1997年）
- 『布達佩斯的故事』（上海:三聯書店、2012年6月） ※『ブダペスト物語 現代思想の源流をたずねて』の中国語訳。

## 関連図書
- 伊勢史郎『快感進化論』（現代書館、2003年） ISBN 4768468713

## 学問的後継者
- 伊勢史郎:著書名の「快感進化論」自体が栗本の造語であり、栗本自身が解説文を寄せている。
- 大和雅之:現代思想誌上で栗本学派を自称した。Facebookのプロフィールでは、好きな本の中に、M・ポランニーの『個人的知識』と並んで、『パンツをはいたサルを』を挙げている[23]。

## 出演テレビ番組
- おもしろクイズBOX（日本テレビ）
- ヤジウマ新聞（テレビ朝日）
- クイズ!年の差なんて（フジテレビ）
- DEBATE（フジテレビ）
- TVブックメーカー（フジテレビ）
- クイズ!世にも不思議な逆回転（フジテレビ）
- 料理の鉄人:審査員
- ダウトをさがせ!（毎日放送）
- ストレートニュース（日本テレビ） 記者役

## 出演ラジオ番組
- 『栗本慎一郎の社会と芸術を語る』（アール・エフ・ラジオ日本）パーソナリティー（2011年10月から）

## 映画出演
- 『ビリィ★ザ★キッドの新しい夜明け』（大学教授役）

### Vシネマ
- 『首相官邸の女』青田典子主演・若松孝二監督（政治部記者役）